# Seyed Reza Hoseini Nasab
El gran ayatolá Seyed Reza Hoseiní Nasab nació en 1960 y estudió y enseñó en el Seminario Qom desde 1976 hasta 1991. En 1991, en cumplimiento de tres tesis en la jurisprudencia islámica, la Astronomía y el reconocimiento de la fe chiita, recibió cátedra Certificado de un doctorado del Seminario Qom. Ha cofundador de una serie de instituciones islámicas en varias ciudades importantes de Canadá, Alemania y Suiza, y actualmente reside en Toronto, Canadá.